# Широкое (озеро, Рощинский сельский округ)
Широкое (каз. Широкое) — озеро (болото) в Кызылжарском районе Северо-Казахстанской области Казахстана. Находится в 14 км к северо-востоку от города Петропавловска и примерно в 3,5 км к северо-востоку от села Пеньково Рощинского сельского округа.
По данным топографической съёмки 1940-х годов, площадь поверхности озера составляет 2,68 км². Наибольшая длина озера — 2,4 км, наибольшая ширина — 1,7 км. Длина береговой линии составляет 6,8 км, развитие береговой линии — 1,16. Озеро расположено на высоте 128 м над уровнем моря.